# Posthörnchenwurm
Der Posthörnchenwurm (Spirorbis spirorbis) ist ein mariner Ringelwurm aus der Familie der Serpulidae innerhalb der Klasse der Vielborster (Polychaeten), der im nördlichen Atlantischen Ozean verbreitet ist und in seiner etwa 3 mm großen, an das Haus einer Posthornschnecke erinnernden Wohnröhre auf verschiedenen Braunalgen (Seetang) lebt.

## Merkmale
Spirorbis spirorbis hat einen bis etwa 6,5 mm langen, linksgewundenen, grünlichen, am Bauch braunen Körper mit rund 35 Segmenten, von denen 3 den Thorax bilden, und einer Tentakelkrone aus etwa 9 Haupttentakeln, deren Spitzen nicht viel länger sind als die angrenzenden Seitenzweige. Anders als die Larve hat das Adulttier keine Augen. Der Thorax ist etwas breiter als das kurze Abdomen.
Der asymmetrische Kragen bildet am dorsalen konvexen Rand eine große Klappe. Das erste borstentragende Segment, an dem keine ventralen Tori sitzen, hat eine einzelne dünne und glatte kapillarförmige Borste und zwei Kragenborsten auf den Notopodien. Die geknieten Kragenborsten sind unter dem Knie mit einer Gruppe großer Zähne und subdistal mit kleinen Zähnen besetzt. Die übrigen beiden borstentragenden Segmente des Thorax haben kapillarförmige Borsten, das dritte auch Apomatus-artige Borsten. Zwei Paar der ventralen Tori haben hakenförmige Borsten mit 4 Zahnreihen. Die Borsten an den Neuropodien des Abdomens sind stark gekniet und im distalen Abschnitt grob gezähnt. Die Tori haben hier wie am Thorax hakenförmige Borsten.

## Wohnröhre
Die etwa 3 mm große, linksgewundene, aber ähnlich einer Posthornschnecke nahezu in einer Ebene liegende, glänzende Wohnröhre von Spirorbis spirorbis hat peripher einen kleinen Flansch, mit dem sie am Substrat verankert ist. Die Wohnröhre wird verschlossen mit einem schiefen, konkaven Operculum, an dessen unterer Kante eine flache Klaue sitzt.

## Verbreitung und Lebensraum
Spirorbis spirorbis ist in der Arktis, dem nördlichen Atlantischen Ozean mit den Küsten Irlands, Großbritanniens und Norwegens, dem Ärmelkanal, der gesamten Nordsee und im Skagerrak verbreitet.

## Lebensraum
Spirorbis spirorbis lebt in seiner Wohnröhre vor allem auf verschiedenen Braunalgenarten, vor allem Fucus und hier insbesondere Fucus serratus – oft in sehr großer Individuenzahl auf einer Pflanze –, daneben aber auch auf Fucus vesiculosus, Arten von Laminaria und Himanthalia (darunter Himanthalia elongata) sowie gelegentlich auf Felsen in der Gezeitenzone und im seichten Meerwasser.

## Entwicklungszyklus
Spirorbis spirorbis ist ein Zwitter, bei dem zwei Individuen ihre Eier gegenseitig in der jeweiligen Wohnröhre befruchten. In Südwales findet die Paarung zwischen April und November statt – möglich ist dies alle 2 Wochen –, und zur Nippflut wird innen an der Röhrenwand eine Eischnur mit 20 bis 35 Eiern befestigt. Beide Sexpartner brüten ihre Jungen in ihrer Wohnröhre aus. Die Larven verlassen das Muttertier erst in einem fortgeschrittenen Entwicklungsstadium und verbringen maximal wenige Stunden als frei schwimmendes Zooplankton, bevor sie sich am Substrat niederlassen – oft an derselben Braunalge wie das Muttertier –, eine Wohnröhre abscheiden und zu kleinen Borstenwürmern metamorphosieren.

## Ernährung und Schutz vor Feinden
Spirorbis spirorbis ist ein Filtrierer, der mit seinen Tentakeln Nahrungspartikel (Phytoplankton und Detritus) einfängt und mit den auf diesen sitzenden Cilien zum Mund transportiert. Eine der Tentakeln ist etwas größer als die übrigen und dient dazu, mit dem untertassenartigen Operculum die Wohnröhre zu verschließen und so das Tier vor Fressfeinden und – bei Niedrigwasser – vor Austrocknung zu schützen.